# قائمة المواقع الأثرية في محافظة الأحساء
الأحساء (بالنطق المحلّي: الحَسا)؛ هي محافظة سعودية تقع في المنطقة الشرقية، وتبعد عن العاصمة الرياض 328 كلم. تبلغ مساحتها 379,000 كم²، أي ما يُعادل 20% من أراضي المملكة العربية السعودية، وتُغطّي صحراء الربع الخالي نحو ثلاثة أرباع المحافظة، بينما تُمثّل المنطقة المأهولة بالسكان والأنشطة 18% من إجمالي مساحتها، وتتمثّل في مدينتي الهُفوف والمبرَّز، وهما ضمن أكبر عشر مدن على مستوى المملكة، إضافة إلى أربع مدن رئيسة و22 قرية. وبحسب إحصاءات عام 2017، تصدّرت الأحساء محافظات المنطقة الشرقية في عدد السكان بحوالي 1,041,863 نسمة.
تُمثّل الأحساء مشهدًا ثقافيًا مُتجدّدًا عبر تاريخ امتدَّ لأكثر من 6000 سنة، بسبب وفرة مياهها وخُصوبة أراضيها، وأقدم سُكانها هم من الكنعانيين الذين سكنوا المنطقة منذ 3000 سنة قبل الميلاد، ومن سلالتهم العمالقة الفينيقيون الذين اشتهروا بأعمال الرّي والزراعة وهو ما يتناسب مع ظروف المنطقة. تبعهم الكلدانيون في القرن السابع قبل الميلاد عند نزوحهم من أرض بابل سنة 694 ق م، وأسَّسوا مدينة الجرهاء - الجرعاء، حيث قامت على أنقاضها هجر ثم الأحساء اليوم التي تضم مجموعة من المواقع الأثرية، ومجموعة من المدن المُندثرة مثل واسط، الناظرة، جواثى.
في يونيو 2018، انضمت محافظة الأحساء إلى قائمة التراث الإنساني العالمي باليونسكو، باعتبارها مستوطنة كُبرى على مدى 500 عام مضت، ضمت بساتين النخيل والقنوات والعيون والآبار، ومناطق أثرية ومجموعة من التراث العُمراني داخل مستوطناتها التاريخية، وفي 2019 اختيرت الأحساء عاصمة للسياحة العربية، وهي أيضا عضو في شبكة اليونسكو للمدن الإبداعية في مجال الحرف اليدوية والفنون الشعبية. تضم الأحساء عددًا من المعالم مثل سوق القيصرية التراثي، المدرسة الأميرية، مسجد جواثى التاريخي، قصر إبراهيم وبيت البيعة، إضافة إلى واحة نخيل الأحساء التي تحوي عددًا من المباني والمواقع التراثية والطبيعية.
يوجد في محافظة الأحساء 40 موقعاً أثرياً، 9 منها مواقع أثرية مُدرجة على لائحة التراث العالمي، وهي واحة الأحساء، وقصر صاهود، وجبل القارة، وقصر محيرس، ومسجد جواثى، وميناء العقير، وسوق القيصرية، وقصر أبو جلال وموقعان قد هُدما وهو قصر العبيد عام 1975، وقصر أجود بن زامل.

## القائمة
| الصورة | الاسم                        | الموقع                                                                         | النوع | ملاحظات |
| ------ | ---------------------------- | ------------------------------------------------------------------------------ | ----- | --- |
|        | ميناء العقير                 | ساحل الخليج العربي 50°12′52″N 25°38′35″E / 50.214444°N 25.643056°E             | ثقافي | يقع على ساحل الخليج العربي على بعد 60 كم من مدينة الهفوف، وهو أحد الموانئ الهامة في عهد الدولة العثمانية، وكان له أثر سياسي وتجاري وعسكري وفكري كذلك في عهد الدولة السعودية، حيث كان مقرًا لعقد الاتفاقيات والمفاوضات ومقابلة الدبلوماسيين الأجانب وإجراء التحالفات مع القوى الدولية السياسية في المنطقة، ومنه ترد البضائع وتصدر من العاصمة الرياض وإليها، ووسط وشرق الجزيرة العربية، تراجعت أهمية العقير في عام 1377هـ /1957م بعد اكتشاف النفط وإنشاء ميناء الملك عبد العزيز في الدمام وخط السكة الحديدية، للبحث عن طرق أقرب لمصادر النفط لتسهيل نقله وما يحتاج إليه من مواد وتسهيل وصول العاملين فيه لمناطق العمل، وما تزال بعض آثار ميناء العقير موجودة حتى الآن حيث أصبح معلما أثريًا. |
|        | مسجد جواثى                   | شمال شرق الهفوف 49°40′43″N 25°28′11″E / 49.678611°N 25.469722°E                | ثقافي | مسجد جواثى يقع على بعد نحو 20 كم شمال شرق مدينة الهفوف، وما تزال قواعده قائمة إلى وقتنا الحالي، وترجع أهميته التاريخية في كونه ثاني مسجد أقيمت فيه صلاة الجمعة في الإسلام بعد مسجد رسول الله، قام ببنائه بنو عبد القيس الذين كانوا يسكنون الأحساء في تلك الفترة، وهو مذكور في الكثير من الكتب التاريخية، وممن ذكره الهمداني في وصفه جزيرة العرب. وبسبب زحف الرمال اختفت آثار المسجد في فترة من الزمن حيث اجتاحت الرمال القرية من ناحيتها الغربية وغطت معظم المنازل فيها، وفي عام 2009م أُعيد اكتشاف المسجد وترميمه على قواعده القديمة وفق الأسس العلمية لترميم المباني الأثرية. |
|        | قصر محيرس                    | شمال المبرز 49°20′41″N 25°15′54″E / 49.3448°N 25.2649°E                        | ثقافي | يقع في شمال المبرز على أعلى تلة من المدينة وعلى بعد 14 كم شمال الهفوف، تم تشييده في عام 1794 في أوائل العهد السعودي، وهو عبارة عن قلعة حربية تضم برج للمراقبة. |
|        | قصر إبراهيم                  | شمال الهفوف 49°35′12″N 25°22′44″E / 49.586667°N 25.378889°E                    | ثقافي | يسمى أيضا قلعة إبراهيم نسبة إلى إبراهيم باشا القائد العثماني الذي حكم محافظة الأحساء آنذاك، ويقع القصر شمال مدينة الهفوف على مساحة 16500 م²، تم بناؤه في عام 1556م وكان المقر الرئيس لحامية الدولة العثمانية في الأحساء التابعة للبصرة آنذاك، تم الدمج في بنائه بين التصميمات المعمارية الخاصة بالمحافظة والتصاميم العثمانية والطراز العسكري، ونتج عن ذلك أسلوب معماري جديد ظهر في تصميم الأقواس والقباب والزخارف الموجودة بالقصر. تم تطوير وترميم المنطقة المحيطة بالقصر لتصبح موقعا لإقامة الحفلات والمهرجانات تحت إشراف الهيئة العامة للسياحة والتراث وهو مفتوح للزوار من داخل وخارج المملكة. |
|        | قصر صاهود                    | المبرز 49°35′03″N 25°24′45″E / 49.584167°N 25.4125°E                           | ثقافي | يقع قصر صاهود في حي الحزم بمدينة المبرز على مساحة 1750 م²، تم بناؤه في عام 1800م للدفاع عن المدينة وحماية الأراضي الزراعية ومراقبة مخيمات البدو الموسمية. وهو مبني من اللبن المجفف والطين وقوالب الخشب، ويضم ستة أبراج دائرية التصميم وأخرى مستطيلة الشكل مبنية فوق المدخل تستخدم للمراقبة، ويحيط بالقصر جدار دفاعي منخفض وكان هذا الجدار محصن بخندق مائي موازي له، ويحتوي القصر على جدران داخلية وخارجية على مستوى المتراس زادت من تحصينه من ناحية التصميم وهو ما يميزه عن بقية الحصون والقلاع الموجودة في الأحساء، ويضم في داخله مسجد وغرف للجنود ومستودع وغرفة ضيافة وبئر لاستخراج الماء ومجلس للضيوف وإسطبلات. ويذكر أن سبب تسمية قصر صاهود بهذا الاسم نسبة إلى مدفع كان منصوبا داخل القصر يطلق عليه صاهود. وقد شهد أعمال تأهيل وترميم في عام 1439هـ الموافق 2018م. |
|        | قصر العبيد                   | شمال الهفوف 49°35′12″N 25°22′44″E / 49.586667°N 25.378889°E                    | ثقافي | يقع القصر شمال مدينة الهفوف ويبرز محيطه عن أسوار المدينة وتحده خنادق من جهتيه الشمالية والغربية ويضم ستة أبراج للمراقبة، ويسمى أيضا بسجن العبيد وهو مجاور لقصر إبراهيم ولا يفصل بينهما سوى أسطبل مخصص للخيول، وقد تم هدم القصر في 1975. |
|        | قصر خزام                     | جنوب غرب الهفوف 49°34′37″N 25°22′05″E / 49.576972°N 25.36817°E                 | ثقافي | يقع في جنوب غرب مدينة الهفوف، ويعود تاريخ بناؤه إلى عام 1793 وتقدر أطول أسواره بـ 70×80 مترًا، وكانت الحاجة لبنائه ليشكل حامية عسكرية من مخيمات البادية التي تستقر في ذلك الموقع في مواسم محددة من كل عام، إذ يحضر البدو الرحل إلى الأحساء لشراء مستلزماتهم. في رمضان 1438هـ الموافق مايو 2017 واففتحت هيئة السياحة السعودية، قصر خزام التاريخي للزوار بعد ترميمه. |
|        | قرية الأحساء التراثية        | شرق مدينة الهفوف 49°36′34″N 25°23′11″E / 49.609444°N 25.386361°E               | ثقافي | قرية تراثية كانت عبارة عن مزرعة للسعودي حسن باقر الحسيني، وحولها لقرية تراثية تُعبر عن الأحساء القديمة، وتُعد محط جذب للأدباء والشعراء والباحثين عن التراث القديم. في 20 رمضان، 1434هـ الموافق 30 يوليو، 2013، دُشِنَت توسعة القرية الأحسائية التراثية بالأحساء. |
|        | بيت البيعة                   | الهفوف 49°35′06″N 25°22′36″E / 49.584952°N 25.376691°E                         | ثقافي | هو منزل تاريخي يقع في حي الكوت بمدينة الهفوف الأحسائية بالمملكة العربية السعودية. هو بيت عبد اللطيف بن عبد الرحمن الملا كبير أسرة آل الملا، ومنزل الذي شهد مبايعة أهل الأحساء للملك عبد العزيز وانضمامهم إلى الدولة السعودية في عام 1913. تبلغ مساحته 705 أمتار مربعة، وتأسس 1203هـ/ 1789 م أو 1218 هـ من قبل عبد الرحمن بن عمر بن محمد الملا، الذي كان يشغل منصب قاضي الأحساء. وهو أول بيت يدخله الملك عبدالعزيز إلى الأحساء في يوم 28 جمادى الاولى 1331/ 4 مايو 1913 أثناء معركة الأحساء. يعتبر منزل البيعة من أهم المعالم التاريخية السياسية في الأحساء فقامت بترميمه وكالة الآثار والمتاحف السعودية في سنوات 2005-07، ومنذ ذلك التاريخ يحتفل الأحسائيون فيها اليوم الوطني للمملكة العربية السعودية وتم تحويله إلى متحف ويحتوي العديد من الغرف والمقتنيات والأدوات والمخطوطات والمحتويات الأثرية. في أغسطس 2018 بدء مشروع لتأهيل بيت البيعة التاريخي بالأحساء. |
|        | قلعة بريمان                  | الهفوف 49°35′06″N 25°22′36″E / 49.584952°N 25.376691°E                         | ثقافي | تقع قلعة بريمان على الطريق القديم للقوافل الذي يبدأ من مدينة الهفوف وينتهي بميناء العقير، وهي قلعة أمر ببنائها أحمد مدحت باشا أثناء وجوده في الأحساء؛ بهدف تأمين الشريان الرئيسي الواصل بين الأحساء وميناء العقير، وكان الطريق مخيفاً بسبب أنعدام الأمن فيه، ويعد اسوأ مكان يتعرض الناس فيه للسلب والنهب والقتل، مما أدى إلى تعطيل الطريق، وانقطاع سير القوافل التجارية بدون مصاحبة حماية عسكرية لها، لذلك قرر أحمد مدحت باشا أن أهم الواجبات أن يحظى الطريق باهتمام خاص وعناية فائقة، وتؤمن حمايهت وتجعله سالكاً وآمناً، فوضع ثلاثة مخافر للشرطة، واحدة في الميناء، والثاني في بريمان، والثالث في مدينة الجفر، وإنشأء أربعة أبراج للجيش على الطريق في كل من: برج سلامة، وبرج البصير، وبرج أم البوم، وبرج كنزان وتعد من الأماكن التي يستخرج الماء فيها بسهولة وبسرعة، وأن يُبراط فيها ما بين 10 إلى 20 فرداً من الجند لتأمين الطرق، وتقدر مساحة القلعة ب300 متر مربع تقريباً، وشيدت بالحجارة الجبلية، والقلعة تتميز ببناء شامخ، وفي زواياها الأربع ثلاثة أبراج مربعة الشكل. والبوابة من جهة الجنوب عرضها متر واحد، وارتفاعها متران، ولا يوجد عليها باب، وللقلعة ثلاثة أبراج، الأول يقع في الزاوية الشمالية الغربية، والبرج الثاني يقع في الزاوية الشمالية الشرقية، والثالث في الزاوية الجنوبية الشرقية، وهذه الأبراج منبسطة على شكل مربع، وبين كل برج وآخر يطل على القلعى توجد بينها غرف للاستراحة، وغطت الرمال أجزاء كثيرة من القلعة. |
|        | قلعة الوجاج                  | الهفوف 25°22′25″N 49°39′45″E / 25.373571°N 49.662598°E                         | ثقافي | هي قلعة تاريخية، وفي عام 2014، وافق رئيس الهيئة العامة للسياحة والآثار سلطان بن سلمان بن عبد العزيز آل سعود على طلب أمانة الأحساء تسليمها موقع قلعة الوجاج، بعد رفع الأمانة طلب بذلك، وذلك من أجل خطة لإنشاء حديقة المنيزلة، التي يتم تنفيذه على مساحة 14 ألف متر مربع، حيث تضم مرافق لتنزه، وألعاب أطفال، وملاعب للكرة الشباب، ومظلات للعائلات ومجسم بيت من الطين، وموقع للجري وممارسة الرياضة، ومسطحات خضراء، ويضم أشجار. وفي عام 2015 زُيِدَت حجم حديقة المنيزلة إلى 18 ألف متر مربع، وبذلك أصبحت أكبر الحدائق في البلديات الشرقية، والإنتهاء من حفر بئر في حديقة المنيزلة، وإنشاء خزان مياه أرضي، لتجميع المياه لأغراض ري الزرعات، ومرافق الحديقة، والمنطقة المجاورة لها، والانتهاء من ملعب لكرة القدم مزروع بالشعب الصناعي، وملعب آخر لألعاب الصالات لكرة الطائرة وكرة السلة. |
|        | قصر المجصة                   | الطرف 25°12′22″N 49°26′10″E / 25.206°N 49.436°E                                | ثقافي | هو قصر أثري يقع في مدينة الطرف جنوب محافظة الأحساء شرق المملكة العربية السعودية، يعد القصر من البقايا المعمارية الهامّة في الأحساء، حيث يُمثّل بالمنطقة التابعة لها واحة خضراء من النخيل كانت عامرة حتى سنة 1390 هـ، وكان يزرع في هذه الواحة الفواكه والخضراوات بأنواعها وكان أول منتزه عرفه أهالي بلدة الطرف، وأصبح الآن مجرد أطلال. |
|        | المدرسة الأميرية             | الهفوف 25°22′26″N 49°35′15″E / 25.3740224°N 49.5874733°E                       | ثقافي | مدرسة الهفوف الأولى أو المدرسة الأميرية أو بيت الثقافة، هي مدرسة حكومية سعودية تقع بـمحافظة الأحساء في الهفوف، بدأ بناؤها عام 1937م وافتتحت رسمياً في فبراير، 1941م تحت رعاية سعود بن جلوي أمير الأحساء وقتها. المدرسة الأميرية هي أقدم مدرسة حكومية في السعودية وقد ارتبطت بتاريخ الملك عبد العزيز آل سعود وإنجازاته، فأسس المدرسة لتكون نقطة انطلاق التعليم في المنطقة الشرقية، تعلم في المدرسة العديد من المسؤولين من بينهم خالد الفيصل أمير مكة المكرمة الذي درس القرآن الكريم والسنتين الأولى والثانية الابتدائيتين في الأحساء، ووزير البترول علي النعيمي، ووزير العمل السابق غازي القصيبي. يُذكر أنّ مدرسة الأميرية تخرّج منها أول دفعة بلغ عددها 70 طالباً سنة 1943م، ويغلب على تصميمها الطراز الإسلامي حيث شُيّد مدخل المدرسة الشرقي وفقًا لفن العمارة العربي الإسلامي، وهي ضمن المواقع السياحية والأثرية المدرجة في قائمة الهيئة العامة للسياحة والتراث الوطني بالأحساء. في 25 محرم، 1434هـ الموافق 9 ديسمبر، 2012 دثشن بيت التراث الثقافي بالهفوف في المدرسة الأميرية. |
|        | سوق القيصرية                 | الهفوف 25°22′35″N 49°35′21″E / 25.376321°N 49.589169°E                         | ثقافي | سوق القيصرية هو سوق تاريخي يقع في الأحساء شرق السعودية. ويقع سوق القيصرية وسط مدينة الهفوف، في الجهة الغربية لحي الرفعة الأوسط، ويُفتح مباشرة على شارع واسع يخترق وسط المدينة من الشمال للجنوب. |
|        | قصر أبو جلال                 | قرية الوزية 25°32′58″N 49°34′45″E / 25.5494592°N 49.5791432°E                  | ثقافي | قصر أبو جلال هو قصر يقع في قرية الوزية في منطقة الأحساء في المملكة العربية السعودية، يعود تاريخ بنائه إلى الفترة العثمانية في القرن الثامن عشر أو القرن التاسع عشر. وسُجل هذا الموقع في قائمة اليونسكو للتراث العالمي في عام 2018، كجزء من واحة الأحساء. |
|        | جبل القارة                   | بين قرية التويثير وقرية القارة 25°24′36″N 49°41′19″E / 25.409992°N 49.688549°E | ثقافي | جبل القارة ويُعرَف أيضاً بجبل الشبعان يقع بين قرية التويثير وقرية القارة بمحافظة الأحساء، في المنطقة الشرقية من المملكة العربية السعودية. يُعد الجبل من أبرز المعالم السياحية الطبيعية في الأحساء وقد سُجل في لائحة التراث العالمي عام 2018م بعد ضم واحة الأحساء إلى اللائحة. يبعد الجبل مسافة 15 كيلومتراً شرق مدينة الهفوف. ويحتوي على كهوفٍ أو ما يسمى بالمغاراتِ بين أهالي الأحساء. تتميز بعض مغاراته مثل مغارة النشاب بأن لها درجة حرارة معتدلة شبه ثابتة طوال العام. في 24 ربيع الآخر، 1439هـ الموافق 11 يناير، 2018، افتتح أمير المنطقة الشرقية سعود بن نايف بن عبد العزيز، بحضور محافظ الأحساء الأمير بدر بن محمد بن جلوي، مشروع أرض الحضارات، في جبل القارة. |
|        | واحة الأحساء                 | الأحساء 25°25′46″N 49°37′19″E / 25.429444°N 49.621944°E                        | ثقافي | هي أكبر واحات المملكة العربية السعودية، تقع الواحة في محافظة الأحساء شرقي السعودية، وتمتد على مساحة 16 ألف هكتار (160 كيلو متر مربع)، تضم الواحة بين جنباتها أكثر من مليوني نخلة، وتُعدّ من أكبر واحات النخيل الطبيعية في العالم وخامس موقع سعودي ينضم إلى قائمة مواقع التراث العالمي الإنساني لليونسكو |
|        | سور الكوت                    | الهفوف 25°22′35″N 49°35′21″E / 25.376321°N 49.589169°E                         | ثقافي | يعتبر سور الكوت أو حصن الكوت أحد المعالم الأثرية في محافظة الأحساء في المنطقة الشرقية، سمي بالكوت لأنه محاط بسور وخندق يفصله عن بقية المدينة. بُني السور في العهد العثماني كمقر إقامة الحامية العثمانية من أجل حفظ الأمن في المنطقة، وهو محصن من جهاته الأربعة، ويحتوي على عدد من الجوامع والمساجد، وقد أعادت أمانة الأحساء بناء سور حي الكوت بعد 50 عاماً من اختفائه. |
|        | قصر الوزية                   | الأحساء 25°30′48″N 49°33′32″E / 25.5133172°N 49.5587632°E                      | ثقافي | قصر الوزية أو قلعة الوزية تقع شرق طريق بقيق الهفوف جنوب مدينة العيون، وقد هُجرت القلعة في ثلاثينيات القرن العشرين ثم أُعيد بناء جزء منها عام 1953، وهي عبارة عن قلعة صغيرة للرصد والمراقبة وطُورت حولها قرية الوزية. |
|        | قصر أجود بن زامل             | المنيزلة 25°13′25″N 49°23′41″E / 25.2235°N 49.3946°E                           | ثقافي | قصر أجود بن زامل أو قلعة أجود بن زامل أو قصر ابن زامل هو أحد قصور محافظة الأحساء شرق المملكة العربية السعودية. كان القصر مقراً للدولة الجبرية في الأحساء في القرن الثامن الهجري. اندثر القصر وتهدم ولم تبقَ منه إلا أساساته الطينية. |
|        | مسجد الدبس                   | الهفوف 25°22′40″N 49°35′06″E / 25.3779109°N 49.5850482°E                       | ثقافي | مسجد الدبس أو مسجد الفاتح هو مسجد يقع في وسط مدينة الهفوف، في محافظة الأحساء، في المملكة العربية السعودية، أسسه الوالي العثماني محمد فروخ باشا في عهد السلطان سليم القانوني. كان ويعد مقصداً مهماً للعديد من طلبة العلم الذين يدرسون القرآن والفقه والحديث على المذهب الشافعي، ويعد ذا أهمية كبيرة للمصلين، ففي شهر رمضان يزدحم المسجد ازدحاماً كبيراً بالمصلين، خاصة في صلاة التراويح. |
|        | قلعة قريدان                  | الأحساء                                                                        | ثقافي | تقع القلعة على يمين طريق الاحساء، وهي قلعة منعزلة، وكان الغرض من انشائها أما حماية الطريق القديم المتجه إلى قطر، أو كنقطة رصد لمحاولات الاعتداء عل شرق الاحساء، وتعتبر إحدى القلاع الهامة التي كانت تشكل حزاماً أمنياً حول الاحساء. |
|        | قصر بنت قنيص                 | الكلابية                                                                       | ثقافي | مثلت قلعة بنت قنيص حصنًا للدول السعودية المتتابعة. يقع القصر شمال قرية الكلابية، وتقع علي تل يكشف المنطقة، بنيت القلعة علي حوض ماء عذب، تحيط به واحة النخيل، وتتكون القصر من برجين أحدهما في الزاوية الجنوبية الغربية، والأخري في الزاوية الشمالية الشرقية، ويوجد بوابة واحدة للقصر، حيث ترتفهع الأبراج بطول حوالي 3 متر، والقصر مكون من دورين، يوجد في الدور العلوي علي مزاغل توضع فيها بنادق في وقت تعرض القلعة للهجوم، واما أبنيتها مكونه من الطين والجص. |
|        | قصر مرضية                    | الفضول                                                                         | ثقافي | قصر مرضية هو أحد القصور التاريخية التي سكنها الملك عبد العزيز آل سعود في محافظة الأحساء في المنطقة الشرقية في المملكة العربية السعودية. يقع القصر في مزرعة مرضية في بلدة الفضول في الأحساء، حيث تقع المزرعة علي بعد 13 كيلومترًا شرقي الهفوف، وتقع أيضًا في الجنوب الشرقي من بجوار طريق الجفر. |
|        | قلعة خوينج                   | العمران                                                                        | ثقافي | قلعة خوينج هو واحدة من القصور التاريخية الأثرية في مدينة العمران، في محافظة الأحساء في المملكة العربية السعودية. وأن أهمية وسبب بناء هذا القصر هو لأن ميناء العقير يرتبط بـ واحة الأحساء بطريق تجاري بري قديم شيدت عليه عدة قلاع وآبار للمياه من أهمها أم الذر وشاطر وبريمان وخوينج وقد شيدت هذه القلاع لحماية القوافل التجارية وتزويدها بالمياه. |
|        | قصر الفاخرية                 | الهفوف 25°24′01″N 49°38′03″E / 25.400361°N 49.634107°E                         | ثقافي | قصر الفاخرية هو أحد قصور التاريخية التراثية في مدينة الهفوف في محافظة الأحساء في المملكة العربية السعودية. يقع هذا القصر في مزرعة الفاخرية يبعد سبعة كيلو مترات عن الهفوف على طريق الحليلة المتعرج وتبلغ مساحته الكلية خمسمائة وخمسين متراً مربع، ويتكون من طابقان، الطابق الأول يشمل المدخل وثلاثة أروقة، وصالة جلوس رئيسية، وحمام سباحة، ومطبخ، ومستودع للتمور، ويشمل الطابق الثاني صالة جلوس رئيسية وسطوح، والموقع هو مهمل حالياً وقد دعى أحد الأثاريين الدولة إلى الاهتمام به، ومعالجة الشروخ الموجوده فيه، وكان مقر لسكن أحد الإمراء واستقبال ضيوفه. |
|        | مسجد الجبري                  | حي الكوت، الهفوف 25°24′50″N 49°35′23″E / 25.4139613°N 49.5897951°E             | ثقافي | جامع الجبري هُو مسجد ومنطقة أثرية تاريخية يقع في حي الكوت في مدينة الهفوف في محافظة الأحساء شرق المملكة العربية السعودية. تعود فترة بناء المسجد إلى القرن التاسع الهجري وبالضبط سنة 880 هـ، حيث بناه سيف بن زامل بن حسين الجبري أمير الإمارة الجبرية في الأحساء آنذاك. |
|        | تلال النصلة                  | الطرف 25°12′22″N 49°26′10″E / 25.206°N 49.436°E                                | ثقافي | تعد تلال النصلة من المواقع الأثرية، حيث توجد بها آثار بعض المنازل المدفونة بفعل الرمال، وبعض الأواني الفخارية. تلة النصلة مستديرة الشكل قطرها 20 مترًا تقريبًا، وكانت تستخدم في أغراض حربية، وتستخدم كبرج للمراقبة في عهد الدولة العثمانية، ويوجد حصن مبني في قمة تلة النصلة من الطين، حيث يصعب الوصول إلي قمة التل.وتعتبر الهضبة أو التل مخيمًا لهواة التطعيس في فصل الربيع، وتعتبر مقصد للعائلات للزيارات. |
|        | مبنى الخان                   | العقير                                                                         | ثقافي | يتألف مبنى الخان من مدخلان إحدهما يفتح في الواجهة الأمامية، والآخر يفتح في الواجهة الخلفية المطلة على البحر، وهو مبنى مستطيل الشكل طوله 124م×65م، يقع غرب الميناء وفي مقدمته مقصورتان رئيستان تتقدمان بشكل بارز على مستوى الواجهة، ويزيد أرتفاعهما عن ستة أمتار، وفي كل واجهة نافذتان مستطيلتان في أعلاهما نافذتان مربعتان الشكل للإضاءة، ونافذتان من كل جانب، ويبلغ مجموع عدد النوافذ ست نوافذ مستطيلة في أعلاها أقواس نصف دائرية مزينة بمثلثات زجاجية ذات تفرعات خشبية وخلفها قضبان حديدية، وسُقفت غُرف المبنى بالصندل والباسكيل والحصر، وغُطيت بالطين مما جعلها تبدو كغرف مراقبة، وعلى يمينها ويسارها أربعة أعمدة مربعة الشكل تحمل ثلاثة أروقة، ومستوى سقوفها العلوية على مستوى أرضية الغرفة العليا في المقصورة. |
|        | عين النجم                    | الهفوف 25°23′02″N 49°33′03″E / 25.383866°N 49.550914°E                         | ثقافي | توجد هذه العين الكبريتية في وسط حديقة في منطقة المحاسن، يقال أن أول إعمار لها كان في سنة 1155هـ تقريبا حسب رواية سليمان الدخيل وكذلك يقال أن العين سميت بعين نجم نسبة إلى موقع سقوط نيزك كما هو شائع عند الأهالي، والمهندس خالد بن أحمد المغلوث أفرد ل«عين نجم»مؤلفا خاصا بها أسماه «عين نجم بالأحساء.. عمران مكان وسياحة استشفاء». |
|        | عين قناص                     | قرية المراح 25°35′32″N 49°36′00″E / 25.5923°N 49.6°E                           | ثقافي | عين قناص، موقع أثري يقع على حافة سبخة في شمالي محافظة الأحساء على مسافة 15 كيلاً من مدينة المبرز، وإلى شمال شرقي قرية المراح بمسافة كيل ونصف منها. |
|        | موقع الدور                   | جنوبي شرق الطرف 25°21′11″N 49°44′10″E / 25.3530429°N 49.7362225°E              | ثقافي | الموقع عبارة عن تلال أثرية مطمورة، تحتوي على أساسات مباني متهدمة، وتم الكشف عن بعض المباني من بينها: مبنى تتوسطه ساحة ويرجح أن يكون سوقاً للموقع، كما كُشفت أمام السوق آثار لمسجد جامع، وهكذا يظهر من الموقع أنه قرية إسلامية عرفت باسم الدور، ويرجع تاريخها إلى الفترة (القرن التاسع إلى العاشر الهجري - الخامس عشر إلى السادس عشر الميلادي). |
|        | جبل الأربع                   | الهفوف 25°17′19″N 49°42′56″E / 25.288634°N 49.715640°E                         | ثقافي | للجبل أهمية تاريخية وأثرية على الصعيدين الثقافي والتاريخي في المنطقة الشرقية. ويعتبر أوضح نقطة لرؤية الكسوف الحلقي والتي تعتبر ظاهرة كونية نادرة. فهو معلم سياحي وخاصة مع دخول فصل الشتاء من كل عام باعتدال الأجواء وهطول الأمطار، لكن رغم ذلك لم يستغل تماماً، إذ تنعدم فيه أبسط وسائل السياحة والترفيه. |
|        | مسجد الجعلانية               | الهفوف 25°25′52″N 49°37′32″E / 25.4311109°N 49.6255252°E                       | ثقافي | يعود تاريخ انشاء المسجد إلى القرن الخامس الهجري في الفترة مابين عامي 469 إلى 636هـ، في فترة حكم العيونيين، والذين شرعوا في بناء المسجد، بعد أن قضوا على القرامطة. وينسب المسجد إلى قرية البطالية وهي إحدى قرى الاحساء الهامة، وتنسب القرية إلى ابن بطال (مالك بن بطال بن مالك بن إبراهيم العيوني) أحد رجال العيونيين وأخو مؤسس الدولة العيونية عبد الله بن علي العيوني، ويسمى المسجد أيضا بالجعلانية نسبة لإحدى بنات الأمير عبد الله العيوني. |
|        | مسجد التهيمية الشرقي         | التهيمية 25°24′15″N 49°41′37″E / 25.4040872°N 49.6936242°E                     | ثقافي | مسجد التهيمية الشرقي أو مسجد قرية التهيمية الأول أحد مساجد قرية التهيمية التي اشتهرت بكثرة مساجدها في عهدٍ ماضي، يعود تاريخ المسجد إلى العهد العثماني، يقع المسجد في قرية التهيمية التي تبعد عن مدينة الهفوف قرابة 12 كيلومتر، يحتوي المسجد على ثلاث أروقة وباحة خارجية. |
|        | مسجد التهيمية الغربي         | التهيمية 25°24′12″N 49°41′38″E / 25.4033765°N 49.6937745°E                     | ثقافي | سمي المسجد بالتهيمية نسبة إلى القرية التي يقع بها وهي قرية التهيمية شرق الأحساء، كانت القرية تُسمى بـ"التيمية" وقد كانت مقرًا للواء التيمية في عصر الدولة العثمانية. اشتهرت التهيمية في القرنين الثامن والتاسع الهجري باسم "قرية الأربعين مسجد"، حيث كانت تضُم القرية ما مجموعه 40 مسجدا، إلا أنه لم يتبقى من هاته المساجد سوى 11 مسجدًا من ضمنهم مسجد التهيمية الغربي ومسجد التهيمية الشرقي ومسجد الرسول الأعظم ومسجد الزهراء ومسجد زين العابدين. |
|        | جبل الشعبة                   | شرق الشعبة 25°24′36″N 49°41′19″E / 25.409992°N 49.688549°E                     | ثقافي | يعرف الجبل في كتب التاريخ بجبل كنزان، موقعه الجغرافي المميز جعله ملاصقاً من الجهة الشرقية لواحد من أهم وأشهر المواقع التاريخية والأثرية في الأحساء وهو مسجد جواثا هو المسجد الذي أقيمت به ثاني صلاة جمعة في الإسلام.أمانة الأحساء تقوم حاليًا بتحوبل أجزاء من قمة الجبل إلي منتزه يحتوي علي مسطحات خضراء، وبحيرات مرتبطة بشلالات مائية، بجانب ألعاب للمغمارة، إضافة إلي ذلك إنشاء تلفريك يبلغ مسارة 1500 متر، مكون من 3 محطات، وبحيرتين سفلية وعلوية علي مساحة 10 آلاف متر مربع، وشلالين بطول 1100 متر، و3 جسور خشبية معلقة. في 15 شوال، 1440 الموافق 18 يونيو، 2019، وقع أمين الأحساء، المهندس عادل بن محمد الملحم، عقد الاشغال العامة لتنفيذ المرحلة الثالثة لمشروع منتزه جبل الشعبة. وفي 25 ذو الحجة، 1440هـ الموافق 26 أغسطس، 2019 بدأت أمانة الاحساء تنفيذ المرحلة الرابعة لمشروع منتزه جبل الشعبة بتكلفة 24 مليون ريال سعودي. |
|        | مسجد الشيخ أبو بكر (الأحساء) | الهفوف 25°22′38″N 49°35′16″E / 25.3772684°N 49.587725°E                        | ثقافي | يقع مسجد الشيخ أبو بكر وسط حي الكوت التاريخي في مدينة الهفوف بمحافظة الأحساء التابعة للمنطقة الشرقية في المملكة العربية السعودية، يبعد المسجد 200 متر شرق مقبرة الكوت، ونحو 390 متر جنوب غرب قصر إبراهيم. يتميز موقع المسجد أنه يقع بجوار بيت الشيخ أبي بكر ومدارسه الشرعية التي كان يدرس فيها العلوم الشرعية واللغة العربية. |
|        | دوغة الغراش                  | القارة 25°24′41″N 49°40′51″E / 25.4114186°N 49.6808534°E                       | ثقافي | تتميز دوغة الغراش بطبعه المعماري القديم، حيث يقع المنزل بين النخيل، والجبل، والماء، حيث يحتوي صناعة الفخار بأنوعها المختلفه، وتتم صناعة المقتنيات يدويًا. تعتبر دوغة الغراش معمل يتم فيه صناعة الأواني الفخارية يدوياً من الطين، ويتم فيه حرق الخزف. وفي 25 رمضان، 1431هـ الموافق 4 سبتمبر، 2010 هيأ جهاز التنمية السياحية والآثار بالأحساء خمسة مواقع سياحية لتكون جميعها عناصر جاذبة للسياحة، ولتهيئتها، ومن ضمنها دوغة الغراش، ويشمل تأهيل السور الخارجي وتحسين أشكال الممرات وتهيئة صالة الاستقبال وتركيب بوابة خارجية للمدخل الرئيسي ذات طابع تراثي. |
|        | برج أبو زهمول                | العقير 25°39′04″N 50°12′14″E / 25.6511905°N 50.2038313°E                       | ثقافي | بني البرج في عهد الأتراك في عام 1280 هـ، يوجد بين البرج والسور بئر ماء عذب في العقير وهو البئر الوحدة التي مياه مياه عذبه في العقير. حيث أقيم البرج بجانب العين لحمايتها. وأجتمع في البرجالملك عبد العزيز آل سعود مع بعض الشخصيات البريطانية، واجتمع فيه أمير عقير السابق سليمان بن ثنيان مع عدد من الشخصيات التاريخية. |

## الوصلات الخارجية
- أرشيف موقع بلدية الأحساء
- السياحة في مدينة الأحساء